# Свети Николай Томанов
„Свети Николай и Свети Елевтерий Томанов“ (на гръцки: Άγιος Νικόλαος και Άγιος Ελευθέριος Άρχοντος Θωμανού) е средновековна православна църква в град Костур (Кастория), Егейска Македония, Гърция.

## Местоположение
Храмът е разположен в традиционната енория „Елеуса“.

## История
Храмът е от XVII век. Изографисан е в 1637 година от художника Николай от Линотопската художествена школа, като стенописите му се отличават с висока художествена стойност. Забележително е, че има запазен подпис на художника: „ΧΕΙΡ ΔΕ ΙΠΑΡΧΗ ΝΙΚΟΛΑΟΥ ΕΚ ΧΩΡΑΣ ΛΙΝΟΤΟΠΙ“.
В 1924 година църквата е обявена за паметник на културата.

## Архитектура
Първоначалната форма на сградата е еднокорабна базилика с дървен покрив и с притвор на северната стена. Сегашната форма е променена с добавяне на купол, а оригиналната сграда е запазена само на запад и север.
- Стенописи от 1637 г.
- Въведение Богородично
- Свети Мина
- Свети Архангел Михаил
- Св. св. Константин и Елена
- Света Неделя и Света Петка